# Katedrála svatého Štěpána (Skadar)

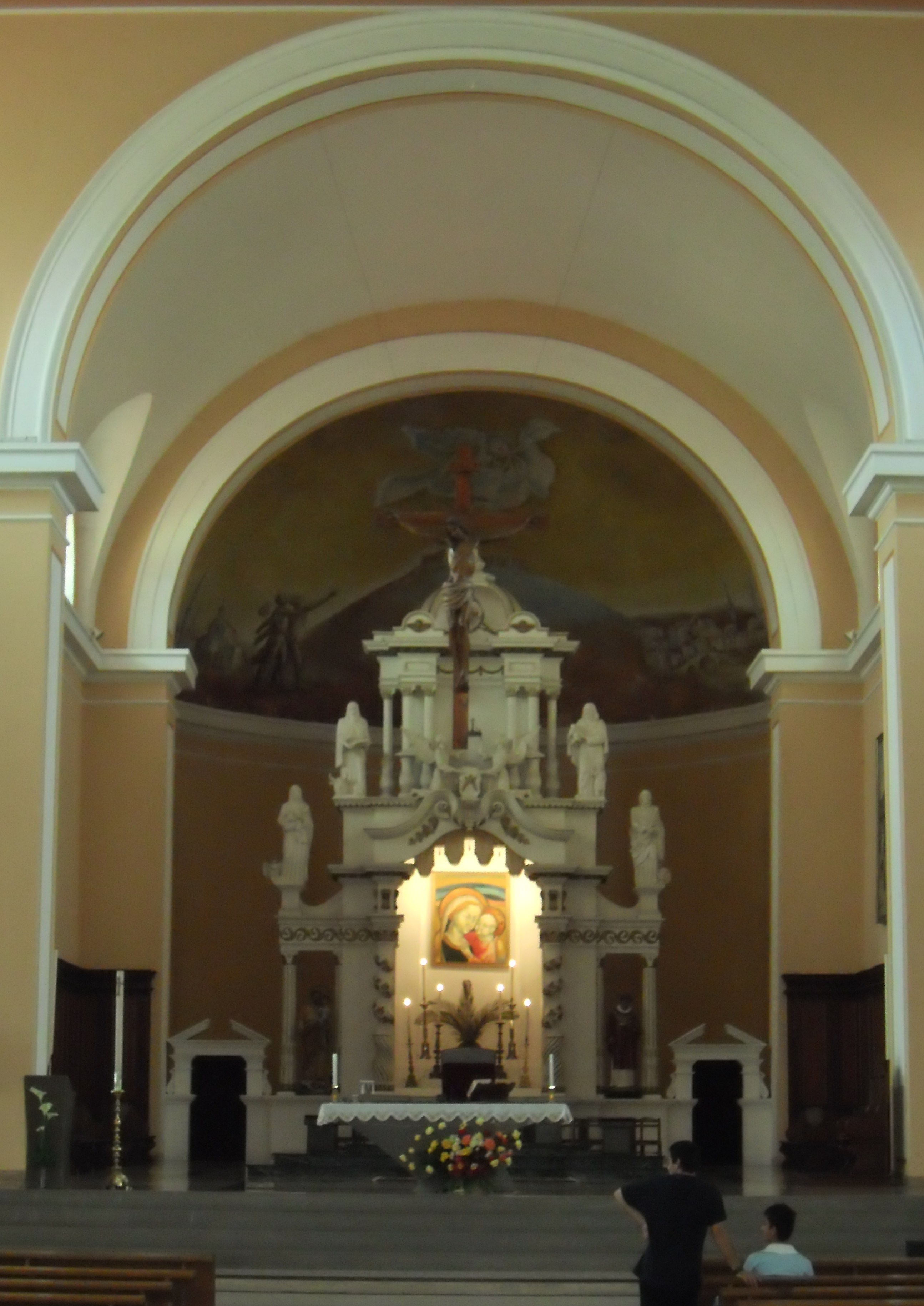
Oltář v kostele sv. Štěpána

Katedrála svatého Štěpána ve Skadaru (albánsky Katedralja e Shën Shtjefnit) je římskokatolická katedrála ve severoalbánském městě Skadar. Je duchovním centrem římskokatolických věřících v Albánii. Albánská římskokatolická komunita představuje více než 10 % obyvatel země a je soustředěna právě v severní části Albánie.

## Historie
Albánští katolíci se snažili o vybudování důstojného chrámu již v dobách osmanské nadvlády. V roce 1851 dal osmanský sultán Abdülmecid I. souhlas k vybudování katolické katedrály a sám přispěl finančním darem na její výstavbu. Peníze poslal i římský papež Pius IX. a mnozí mecenáši ze zahraničí (zejména z Itálie a Rakousko–Uherska). I místní katolíci zorganizovali finanční sbírku. Peněz však bylo málo, a tak se stavba prodlužovala. Na její stavbě se podíleli zejména rakouští architekti. Dokončena byla až v roce 1898 a v této době se stala největší katedrálou na Balkánském poloostrově. Během balkánských válek byla poškozena při obléhání černohorskými vojsky. Tehdy utrpěla rozsáhlé škody. V souvislosti s kampaní albánské komunistické vlády v 60. letech, kdy byla země vyhlášena ateistickým státem, byla katedrála katolíkům odňata a přebudována na sportovní halu. Katolickým věřícím se vrátila až po pádu komunistického režimu v roce 1990. V roce 1993 katedrálu navštívil i papež Jan Pavel II., který zde konsekroval čtyři katolické biskupy Albánie.